# Петуховка (Новосибірська область)
Петуховка (рос. Петуховка) — селище у Тогучинському районі Новосибірської області Російської Федерації.
Входить до складу муніципального утворення Шахтинська сільрада. Населення становить 79 осіб (2010).

## Історія
Згідно із законом від 2 червня 2004 року органом місцевого самоврядування є Шахтинська сільрада.

## Населення
| 2002 | 2007 | 2010 |
| ---- | ---- | ---- |
| 100  | ↘95  | ↘79  |